# Харм (эфиопская буква)
Харм — ха, 11-я буква эфиопского алфавита геэз, одна из трёх букв, наряду с хаут и хой для обозначения глухого глоттального щелевого согласного. В амхарском алфавите харм — 13-я буква, в словаре хой, хаут и харм объединены в один раздел. 
Огласовка: ኀ ኁ ኂ ኃ ኄ ኅ ኆ ኋ